# Nisemonogatari
Nisemonogatari (偽物語), escrita por Nisio Isin e ilustrada por Vofan, es la cuarta novela (en orden cronológico de la historia) y primera secuela la novela bakemonogatari. Consta de dos volúmenes que narran Abeja Karen y Fenix Tsukihi, respectivamente.
Un anime realizado por SHAFT y dirigido por Akiyuki Shinbo que consta de 11 capítulos se emitió en el 2012.

## Argumento
Secuela de Bakemonogatari, esta historia es narrada por Araragi Koyomi, y nos narra dos historias en las cuales sus hermanas menores Karen y Tsukihi son las protagonistas. En esta novela, Karen (La hermana mayor) se ve involucrada con un estafador que la hará hacerse portadora de una enfermedad llamada "La abeja en llamas" y Tsukihi (La hermana menor) se verá amenazada por una exorcista y su familiar al ser la reencarnación de un supuesto Fénix.

## Personajes
Los personajes participantes en esta historia son:
- Araragi Koyomi:

Personaje principal y narrador de la historia. Interpretado por Hiroshi Kamiya
- Araragi Karen:

Es la hermana menor de Koyomi y mayor de Tsukihi. En el anime es interpretada por Kitamura Eri.
- Araragi Tsukihi:

Hermana menor de Koyomi y Karen, Es la reencarnación de un supuesto Fénix. En el anime es interpretada Iguchi Yuka.
- Senjōgahara Hitagi.
- Hachikuji Mayoi.
- Sengoku Nadeko.
- Suruga Kanbaru.
- Hanekawa Tsubasa.
- Oshino Shinobu:

Interpretada por Maaya Sakamoto.
- Kagenui Yozuru:

Es una especialista al igual que Oshino Meme y Kaiki Deishū, sin embargo ella elimina excentricidades en lugar de mantener el balance. Es una antigua compañera de universidad de Oshino y Kaiki, y antigua integrante del club en el que ellos estaban en la universidad, "El club de investigación de lo oculto". Es quien busca a Tsukihi. Es interpretada por Ryoko Shiraishi.
- Ononoki Yotsugi:

Familiar de Kagenui Yozuru. Interpretada por Saori Hayami.
- Kaiki Deishū:

Es el estafador que puso en bancarrota a la familia de Senjōgahara y quien hizo enfermar a Karen. También quien vendió la maldición de Sengoku. Es un especialista al igual que Oshino Meme y Kagenui Yozuru, sin embargo él se dedica a estafar y vender conjuros, talismanes y maldiciones principalmente a estudiantes de secundaria, es antiguo integrante de "El club de investigación de lo oculto" y compañero de universidad de Oshino y Kagenui. Es interpretado por Shinichiro Miki.

## Anime
El anime se estrenó el 7 de enero de 2012 y finalizó el 17 de marzo de 2012. Consta de 11 episodios divididos en dos arcos: Abeja Karen y Fenix Tsukihi.
Cuenta con tres openings interpretados por las seiyus de las protagonistas:
1. "Futakotome", interpretado por Chiwa Saitou y cubre los episodio 1 y 3.
2. "Marshmallow Justice", interpretado por Eri Kitamura y cubre el episodio 2 y del 4 al 7.
3. "Platinum Disco", interpretado por Yuka Iguchi y cubre del episodio 8 al 11.

El tema del ending es "Naisho no Hanashi", interpretado por el dueto japonés de J-Pop, ClariS.